# Carriola ecnomoda
Carriola ecnomoda là một loài bướm đêm thuộc họ Erebidae, được Swinhoe miêu tả khoa học lần đầu tiên năm 1907 ở khu vực phía tây nam châu Á, Sundaland và Philippines.